# Miloš Krasić
Miloš Krasić (Kosovska Mitrovica, RFS Yugoslavia, 1 de noviembre de 1984) es un exfutbolista serbio. Jugó de interior derecho y su último equipo fue el Lechia Gdańsk de la Ekstraklasa de Polonia. También habitualmente fue convocado a la selección de fútbol de Serbia.
Krasić fue un jugador que se desempeñaba preferentemente en la banda derecha. Solía hacerlo normalmente como centrocampista, aunque su facilidad para incorporarse al ataque hacía que jugara también de extremo.

## Trayectoria

### Primeros años

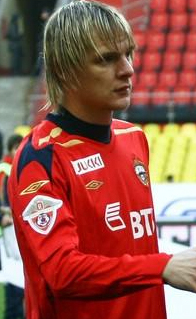
Krasić, con la camiseta del CSKA Moscú.

Inició su carrera en el club de su ciudad natal, el Rudar Kosovska Mitrovica, donde su talento fue advertido por el FK Vojvodina, que en 1999 se hizo con sus servicios cuando contaba solo 14 años de edad. Pasó las siguientes 4 temporadas y media en el club de Novi Sad, donde consiguió su mayor nivel y se convirtió en el capitán del equipo.

### CSKA Moscú
En enero de 2004, CSKA de Moscú compra Krasic de Vojvodina en 2,5 millones. En su primera temporada en Moscú, el CSKA ganó la Copa de la UEFA. Krasic ganó 2 títulos de campeón de Rusia (2005 y 2006) y cuatro de Copa (2005, 2006, 2008 y 2009), así como Supercopa Rusia en 2006, 2007 y 2009, Krasic se ha convirtió en un miembro de nivel de uno de los mejores equipos de Rusia y una de las más grandes estrellas del club con el que participó con regularidad en la Liga de Campeones. Después de una gran fiesta en Rusia y en las competiciones internacionales, así como grandes juegos para el equipo nacional serbio Krasic durante la 2009 se convirtió en un jugador muy cotizado y buscado por los grandes clubes europeos. Después de un gran partido con el uniforme del CSKA, Krasic cambiara el frío de Rusia por la bota de Italia.

### Juventus
El 21 de agosto de 2010 se hace oficial su traslado a Italia, a la Juventus de Turín por 15 € millones, pagaderos en tres tramos de 5 millones cada una, con el equipo Juventus de Turín firma un contrato por cuatro años. En un principio, se expresa el deseo de llevar la camiseta número 17 (que llevaba al CSKA Moscú), pero es imposible tener el número, decidió llevar el número 27. El debut campeonato llega el 29 de agosto después de la pérdida de visitante contra Bari (1-0). Es crucial al 12 de septiembre, el partido empatado en casa ante el Sampdoria (3-3), que proporciona la asistencia para el gol de Claudio Marchisio, se repite siete días después de la victoria contra Udinese (0-4), el envío de la red antes de Fabio Quagliarella y Claudio Marchisio.
El 26 de septiembre, anotó un triplete en la victoria en casa ante Cagliari (4-2), siendo su primer gol con la Juventus. Casi un mes después, el 21 de octubre, entró en el partido en el segundo tiempo durante el partido de Europa League contra el Salzburgo (1-1) y anotó con una asistencia de Paolo De Ceglie, el primer gol en competición europea con la Juventus. El 4 de noviembre, en el partido en casa de la Europa League compara con Salzburgo (0-0), se resiente en el abductor, lo que le obligará a permanecer fuera durante unos días. Terminó su primera temporada en la Juventus con 33 apariciones y 7 goles en la Liga, 2 partidos y un gol en la Copa de Italia y 6 apariciones y un gol en la Europa League, sumando un total de 41 participaciones en las que marcó 9 goles.
La próxima temporada no puede asentarse como titular debido a que el nuevo entrenador, Antonio Conte, los cambios de esquema, de 4-4-2 a 4-3-3 y su preferencia por otros jugadores. Anota su primer y único gol frente al Catania -Juventus (1-1), gracias a un error del portero Andújar. El 6 de mayo de 2012 conquista la Serie A con Juventus - el primero de su carrera - con un día con antelación.

### Fenerbahçe

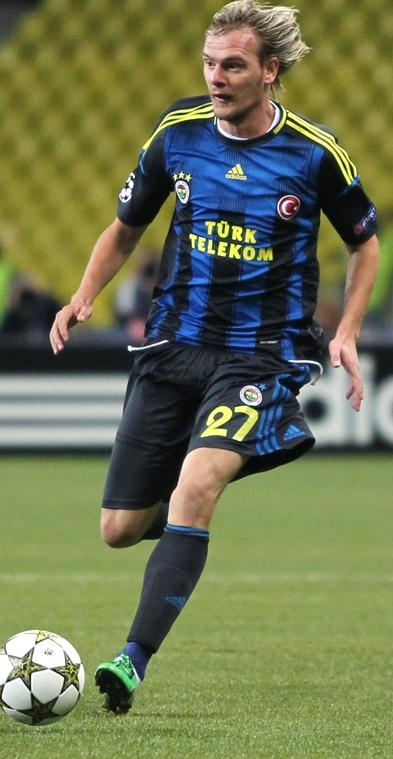
Milos Krasić durante un partido con Fenerbahçe

Fenerbahçe completo la transferencia de Krasić por €7 millones, el 3 de agosto de 2012. Krasić firmó un contrato de cuatro años por valor de €2,3 millones por temporada. Su primer partido en el Fenerbahce fue 12 de agosto de 2012 contra el Galatasaray. Krasić anotó su primer gol con el Fenerbahçe en un partido contra el Göztepe válido por la Copa de Turquía, el equipo ganó por 4-0.

## Estilo de juego

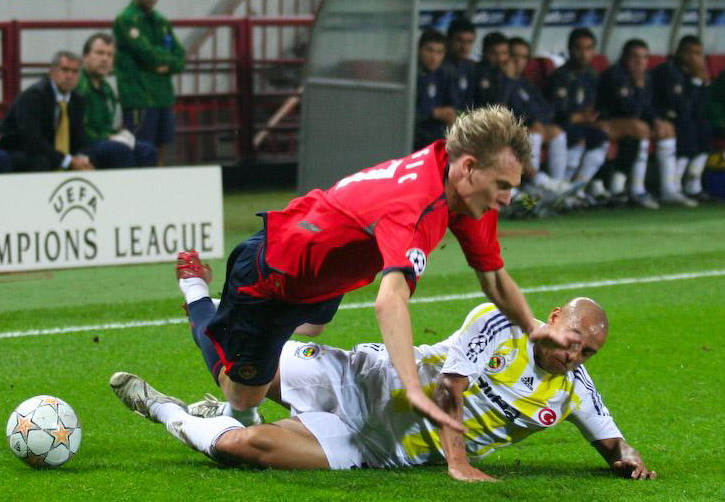
Krasić recibe una falta de Roberto Carlos durante un partido con el CSKA Moscow en 2007

Krasić es un centrocampista / delantero del lado por el lado derecho, que destaca por su poderosa técnica de regate y velocidad de sprint. Se ha ganado comparaciones con el ex Juventus, Pavel Nedvěd. Fue nombrado uno de los tres ejemplos de "extremos tradicionales" (los otros dos fueron Antonio Valencia y Ángel di María ) por la UEFA Champions magazine, que dice tales extremos adquieren los zagueros por los flancos de acercarse a la línea de meta como sea posible para cruzar la pelota.

## Selección nacional

### Sub-21
Krasic ha formado parte de la selección de Serbia-Montenegro sub-21, tomando parte en dos campeonatos europeos sub-21, así como en los Juegos Olímpicos de Atenas 2004.
También fue miembro de la Selección de Serbia sub-21 que terminó finalista en el campeonato europeo 2007.

### Selección absoluta
Krasic fue convocado por la selección de fútbol de Serbia para los partidos de clasificación de la Eurocopa 2008. Debutó en el equipo de Serbia el 24 de marzo de 2007 contra Kazajistán. Después disputó el partido contra Portugal el 28 de marzo en el Estadio Estrella Roja de Belgrado, donde tuvo una gran actuación. Posteriormente fue habitual en las convocatorias de la clasificación para la Copa Mundial de Fútbol de 2010, y titular en la fase final del campeonato, en el que Serbia cayó en primera ronda.

#### Participaciones en Copas del Mundo
| Mundial                        | Sede      | Resultado     | PJ | Goles |
| ------------------------------ | --------- | ------------- | -- | ----- |
| Copa Mundial de Fútbol de 2010 | Sudáfrica | Primera ronda | 3  | 0     |

## Clubes
| Club                             | País                | Año       |
| -------------------------------- | ------------------- | --------- |
| F.K. Vojvodina                   | Serbia y Montenegro | 1999-2004 |
| CSKA Moscú                       | Rusia               | 2004-2010 |
| Juventus F.C.                    | Italia              | 2010-2013 |
| Fenerbahçe Spor Kulübü           | Turquía             | 2013-2015 |
| Sporting Club de Bastia (cedido) | Francia             | 2013-2014 |
| Lechia Gdańsk                    | Polonia             | 2015-2018 |

## Palmarés

### Campeonatos nacionales
| Título             | Club                   | País    | Año       |
| ------------------ | ---------------------- | ------- | --------- |
| Supercopa de Rusia | PFC CSKA Moscú         | Rusia   | 2004      |
| Liga Premier       | PFC CSKA Moscú         | Rusia   | 2004-2005 |
| Copa de Rusia      | PFC CSKA Moscú         | Rusia   | 2004-2005 |
| Supercopa de Rusia | PFC CSKA Moscú         | Rusia   | 2006      |
| Liga Premier       | PFC CSKA Moscú         | Rusia   | 2005-2006 |
| Copa de Rusia      | PFC CSKA Moscú         | Rusia   | 2005-2006 |
| Supercopa de Rusia | PFC CSKA Moscú         | Rusia   | 2007      |
| Copa de Rusia      | PFC CSKA Moscú         | Rusia   | 2007-2008 |
| Copa de Rusia      | PFC CSKA Moscú         | Rusia   | 2008-2009 |
| Supercopa de Rusia | PFC CSKA Moscú         | Rusia   | 2009      |
| Serie A            | Juventus               | Italia  | 2011-2012 |
| Copa de Turquía    | Fenerbahçe Spor Kulübü | Turquía | 2013      |

### Copas internacionales
| Título          | Club       | País  | Año  |
| --------------- | ---------- | ----- | ---- |
| Copa de la UEFA | CSKA Moscú | Rusia | 2005 |

## Estadísticas
| Club                | Temporada           | Liga  | Liga  | Copa  | Copa  | Europa | Europa | Otros1 | Otros1 | Total | Total |
| Club                | Temporada           | Part. | Goles | Part. | Goles | Part.  | Goles  | Part.  | Goles  | Part. | Goles |
| ------------------- | ------------------- | ----- | ----- | ----- | ----- | ------ | ------ | ------ | ------ | ----- | ----- |
| FK Vojvodina        | 1999–00             | 0     | 0     | 0     | 0     | 0      | 0      | 0      | 0      | 0     | 0     |
| FK Vojvodina        | 2000–01             | 1     | 0     | 0     | 0     | 0      | 0      | 0      | 0      | 1     | 0     |
| FK Vojvodina        | 2001–02             | 26    | 2     | 0     | 0     | 0      | 0      | 0      | 0      | 26    | 2     |
| FK Vojvodina        | 2002–03             | 23    | 1     | 0     | 0     | 0      | 0      | 0      | 0      | 23    | 1     |
| FK Vojvodina        | 2003–04             | 27    | 4     | 0     | 0     | 0      | 0      | 0      | 0      | 27    | 4     |
| FK Vojvodina        | Total               | 77    | 7     | 0     | 0     | 0      | 0      | 0      | 0      | 77    | 7     |
| CSKA Moscú          | 2004                | 7     | 0     | 1     | 0     | 4      | 0      | 0      | 0      | 12    | 0     |
| CSKA Moscú          | 2005                | 27    | 2     | 8     | 1     | 14     | 0      | 1      | 0      | 50    | 3     |
| CSKA Moscú          | 2006                | 26    | 3     | 6     | 0     | 8      | 0      | 1      | 0      | 41    | 3     |
| CSKA Moscú          | 2007                | 22    | 4     | 3     | 0     | 6      | 1      | 1      | 0      | 32    | 5     |
| CSKA Moscú          | 2008                | 28    | 6     | 2     | 1     | 6      | 0      | 0      | 0      | 36    | 7     |
| CSKA Moscú          | 2009                | 26    | 9     | 3     | 0     | 10     | 4      | 1      | 0      | 40    | 13    |
| CSKA Moscú          | 2010                | 14    | 2     | 0     | 0     | 3      | 0      | 1      | 0      | 18    | 2     |
| CSKA Moscú          | Total               | 150   | 26    | 23    | 2     | 51     | 5      | 5      | 0      | 229   | 33    |
| Juventus F.C.       | 2010–11             | 33    | 7     | 2     | 1     | 6      | 1      | 0      | 0      | 41    | 9     |
| Juventus F.C.       | 2011–12             | 6     | 1     | 0     | 0     | 0      | 0      | 0      | 0      | 6     | 1     |
| Juventus F.C.       | Total               | 39    | 8     | 2     | 1     | 6      | 1      | 0      | 0      | 47    | 10    |
| Fenerbahçe S.K.     | 2012–13             | 12    | 0     | 4     | 0     | 6      | 0      | 0      | 0      | 0     | 0     |
| Fenerbahçe S.K.     | Total               | -     | -     | -     | -     | -      | -      | -      | -      | -     |       |
| Total en su carrera | Total en su carrera | 266   | 41    | 25    | 3     | 57     | 6      | 5      | 0      | 353   | 50    |

1Incluye otras competiciones como: Supercopa de Europa y Supercopa de Rusia.